# Jessica Hayes
Pour les articles homonymes, voir Hayes.
Jessica Hayes (née en 1977) est une vierge consacrée et professeur de théologie catholique américaine. En 2018, elle figure parmi les 100 femmes les plus influentes de l'année d'après la BBC.

## Biographie
Jessica Hayes est conseillère d'orientation et professeur de théologie catholique. Depuis 2000, elle enseigne notamment la morale, la dignité de la femme et le sens des sacrements à la Bishop Dwenger High School de Fort Wayne (Indiana) et est chargée d'enseigner le catéchisme aux catéchumènes adultes dans la paroisse Saint-Vincent-de-Paul. Dans le même temps, elle donne régulièrement des conférences sur des sujets divers tels que la vocation religieuse ou le rôle des femmes au sein de l'Église.
En 2013, après avoir parlé avec son conseiller spirituel, elle décide de se tourner vers la vocation de vierge consacrée, ne s'étant jamais sentie complètement comblée dans une relation amoureuse. Le 15 août 2015, elle est consacrée en la cathédrale de l'Immaculée-Conception de Fort Wayne, au cours d'une cérémonie spectaculaire mettant en scène son mariage avec Jésus-Christ. Ainsi, elle dédie sa vie à Dieu en jurant de rester vierge jusqu'à sa mort. Depuis cette date, elle fait régulièrement l'objet de reportages et de documentaires. Elle est la première vierge consacrée de son diocèse depuis un quart de siècle, et l'une des 254 vierges consacrées vivant aux États-Unis en 2018. Ces dernières sont environ 4 000 dans le monde entier en 2015 et le dernier document officiel sur l'« ordre des vierges » constate une véritable floraison nouvelle de l’Ordo virginum. Hayes se considère, par ailleurs, comme « une religieuse vivant dans le siècle ».
Le 6 décembre 2018, elle apparaît dans un documentaire de la BBC America consacré aux vierges consacrées. Quelques jours plus tard, la BBC révèle que Jessica Hayes figure parmi les « 100 femmes » les plus influentes du monde.